# William Crawford (Offizier)

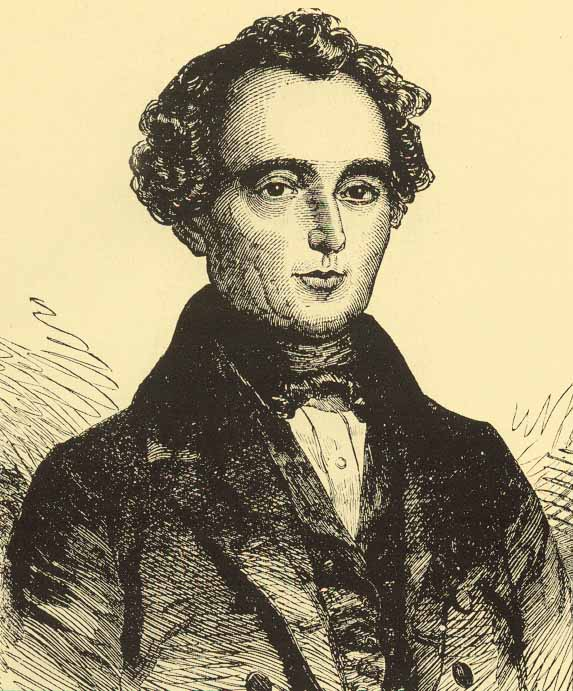
Colonel William Crawford

William Crawford (* 1732 in Berkeley County, heute West Virginia; † 11. Juni 1782) war ein US-amerikanischer Offizier und Geometer in Diensten von George Washington. Crawford kämpfte im Franzosen- und Indianerkrieg und im Amerikanischen Unabhängigkeitskrieg. Er fand den Tod am Marterpfahl auf seinem Feldzug zum Sandusky River gegen Ende des Krieges.

## Frühe Jahre
William Crawford wurde im heutigen Berkeley County im Bundesstaat West Virginia geboren. Er war der Sohn des Farmers William Crawford und seiner Frau Honora Grimes, beide von schottisch-irischer Abstammung. Nach dem Tod seines Vaters im Jahr 1736 heiratete seine Mutter Richard Stephenson. Crawford hatte einen jüngeren Bruder namens Valentine Crawford sowie fünf Halbbrüder und eine Halbschwester.
Im Jahr 1749 lernte er George Washington kennen, der zu dieser Zeit von Beruf Geometer und etwa gleichaltrig mit Crawford war. Er begleitete Washington bei seiner Tätigkeit und erlernte dabei das Handwerk eines Landmessers. 1754 wurde Washington vom Gouverneur das Kommando über die Miliz übertragen, und er verpflichtete Crawford, ihm bei Braddocks Feldzug als Fähnrich zu dienen. Crawford überlebte wie Washington die Schlacht am Monongahela. Im Franzosen- und Indianerkrieg kämpfte er in Washingtons Virginia-Regiment an der Siedlungsgrenze gegen feindliche Indianer und beteiligte sich an der Eroberung von Fort Duquesne, dem Standort des heutigen Pittsburgh. Auch die folgenden Jahre diente er in der Armee und kämpfte 1763 in Pontiacs Krieg.

## Soldat und Landmesser
Im Jahr 1766 zog er gemeinsam mit seiner Frau und drei Kindern in ein Haus an der Braddock Road am Youghiogheny River im heutigen Connellsville in Pennsylvania. Crawford verdiente seinen Lebensunterhalt in dieser Zeit als Farmer und Pelzhändler. Der Vertrag von Fort Stanwix 1768 mit den Irokesen öffnete weiteres Land zur Besiedlung, so dass Crawford als Geometer arbeitete und Ländereien für Siedler und Spekulanten vermaß. Den Soldaten des Virginia Regiments war von Gouverneur Robert Dinwiddie als Belohnung für ihren Militärdienst im Franzosen- und Indianerkrieg Land versprochen worden. Aus diesem Grund unternahmen Washington und Crawford im Frühjahr 1770 eine Reise am Ohio River hinab, um Land für die Veteranen beim heutigen Point Pleasant in West Virginia zu vermessen. Im Jahr 1773 unternahm Crawford gemeinsam mit Lord Dunmore, dem Gouverneur von Virginia, eine Erkundungsreise an die Siedlungsgrenze im Westen.
1774 brach der Lord Dunmores Krieg aus und Crawford erhielt den Auftrag, Fort Fincastle beim heutigen Wheeling in West Virginia zu errichten. Crawford führte ein Kommando, das zwei Mingo-Dörfer beim heutigen Steubenville in Ohio zerstörte, als Vergeltung für Überfälle von Häuptling Logan in Virginia. Im Verlauf dieser Militäraktion befreiten Crawfords Männer zwei weiße Gefangene der Indianer, töteten sechs und nahmen 14 Indianer gefangen.
Crawfords Dienste für die Kolonie Virginia im Dunmores Krieg waren in Pennsylvania umstritten, denn die beiden Kolonien führten einen erbitterten Disput über ihre gemeinsame Grenze in der Gegend von Fort Pitt. Seit 1771 war Crawford Friedensrichter in Pennsylvania, zunächst für das Bedford County und danach 1773 für das Westmoreland County. Auf Bestreben von Arthur St. Clair wurde Crawford im Januar 1775 seines Amtes enthoben. Ab 1776 arbeitete er wieder als Geometer und als Richter in Virginias kurzlebigem Yohogania County.

## Amerikanischer Unabhängigkeitskrieg
Nach dem Ausbruch des Amerikanischen Unabhängigkeitskriegs stellte Crawford eiligst ein Virginia Regiment für die Kontinentalarmee auf. Am 11. Oktober 1776 ernannte ihn der Kontinentalkongress zum Oberst (englisch: colonel) und Kommandeur des 7. Virginia Regiments. Crawford führte das Regiment in die Schlacht von Long Island und zurück quer durch New Jersey. Gemeinsam mit George Washington überquerte er den Delaware River und kämpfte in der Schlacht von Trenton und Princeton. Im Philadelphia-Feldzug befehligte er einen Spähtrupp für Washingtons Armee.
Als sich der Krieg an die Westgrenze verlagerte, wurde Crawford in das westliche Departement der Kontinentalarmee versetzt. Er diente in Fort Pitt unter General Edward Hand und General Lachlan McIntosh. Crawford war beim Vertrag von Fort Pitt im Jahr 1778 anwesend und beteiligte sich im gleichen Jahr am Bau der Forts Laurens und McIntosh. Im Jahr 1780 suchte er den Kontinentalkongress auf, um für mehr finanzielle Unterstützung der Westfront zu werben. 1781 bat Crawford um seine Entlassung aus dem Militärdienst.

## Crawford-Feldzug
→ siehe Hauptartikel Crawford-Feldzug

1782 wurde Crawford von General William Irvine reaktiviert, um einen Feldzug gegen Indianersiedlungen am Sandusky River zu führen. Er wurde von seinem Sohn John Crawford und seinem Neffen und Namensvetter William Crawford und etwa 500 Freiwilligen begleitet. Die Expedition führte tief ins Indianerland im Ohiogebiet mit der Absicht, die Indianerdörfer am Sandusky River überraschend anzugreifen. Die Indianer und ihre britischen Verbündeten hatten zuvor von der anrückenden amerikanischen Streitmacht erfahren und Zeit genug, etwa 400 zusätzliche Krieger an den Sandusky zu bringen. Nach einem Tag heftiger Kämpfe gelang es den Indianern, die Angreifer nahezu einzuschließen. Der größte Teil der Amerikaner konnte fliehen, Crawford und einige Begleiter jedoch gerieten in Gefangenschaft. Als Vergeltung für das Gnadenhütten-Massaker im Frühjahr des gleichen Jahres, bei dem fast 100 Indianer ihr Leben verloren, wurden die meisten der gefangenen Amerikaner umgebracht. Crawford erlitt ein besonders grausames Schicksal. Er wurde mindestens zwei Stunden lang gefoltert und am Marterpfahl verbrannt. Auch sein Sohn und sein Neffe mussten sterben. Der Krieg wurde kurz danach beendet, Crawfords Tod jedoch fand in der Presse der Vereinigten Staaten ein starkes Echo und verschlechterte die Beziehungen zwischen Indianern und Amerikanern noch weiter.

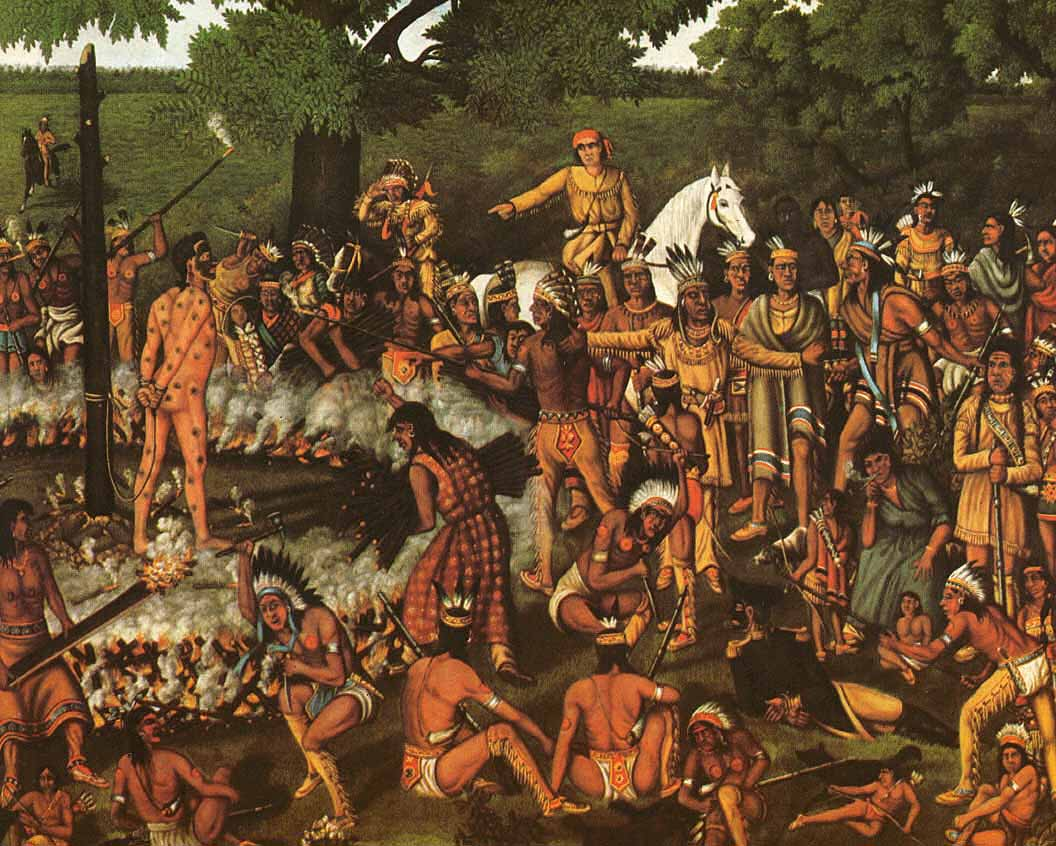
Crawford am Marterpfahl

Der Ort im Wyandot County, an dem Crawford seinen tragischen Tod fand, wurde 1982 in das National Register of Historic Places („Nationales Verzeichnis historischer Stätten“) aufgenommen. 1994 errichteten Patrioten ein 2,6 Meter hohes Sandsteindenkmal an dieser Stelle, während die Ohio Historical Society dort eine Gedenktafel aufstellte. Die folgenden Countys in den USA wurden nach William Crawford benannt: Crawford County in Ohio, Crawford County in Pennsylvania und Crawford County in Indiana. Außerdem trägt die Colonel Crawford High School in North Robinson (Ohio) seinen Namen.